# 超級！機動武鬥傳G GUNDAM
《超級！機動武鬥傳G鋼彈》（日语：超級!機動武闘伝Gガンダム）是由今川泰宏擔當劇本創作，島本和彥主筆的《機動武鬥傳G鋼彈》改編漫畫作品，於角川書店的《鋼彈ACE》2010年9月號至2016年10月號連載，單行本分4篇共26卷。漫畫內容大抵遵循1994年動畫版本的節奏與細節，並加入了大河原邦男新設計的原創機體。本作是繼《機動戰士鋼彈 THE ORIGIN》後，第二部以完整的電視動畫為基礎，請人設繪師重新繪製的鋼彈漫畫。

## 劇情
劇情大致與1994年播放的動畫版相同，除了部分細節與動畫不同。
《多門放浪篇》(全7卷)：內容即動畫第1集到動畫第11集，講述主角多門·火州藉由鋼彈武鬥會追蹤失蹤的兄長，和在旅途中遇到的同伴還有競爭對手。
《新宿·東方不敗!》(全8卷)：內容為動畫12到24集，講述多門在故鄉日本的新宿巧遇恩師東方不敗，卻發現東方不敗投靠了惡魔鋼彈，與之決裂的故事。
《爆熱·新香港》(全7卷)：內容即動畫24到39集，多門與同伴在新香港展開鋼彈武鬥淘汰賽，以及與東方不敗之間的恩怨情仇。
《最終決戰篇》(全4卷)：內容為動畫40到49集，多門得知了自己的大哥被捲入惡魔鋼彈還有新日本政府之間陰謀的真相，在大嶼山含淚弒兄、打敗恩師奪得鋼彈武鬥會冠軍，並回到殖民地消滅惡魔鋼彈。